# Empatia de les persones autistes
L'empatia de les persones autistes és un tema complex, estudiat en recerca sobre el trastorn de l'espectre autista (TEA). Contràriament a una idea errònia, les persones amb autisme poden tenir empatia.
La teoria de la mare frigorífic, actualment àmpliament desacreditada per la neurociència cognitiva, va incriminar la mare sense empatia pel seu fill com a responsable d'una ausència emocional d'aquest. Els investigadors britànics Simon Baron-Cohen i Uta Frith evoquen en 1985 una manca de teoria de la ment, la impossibilitat que les persones amb autisme comprenguin les intencions i les emocions dels altres. Les investigacions posteriors mostren que les persones amb autisme no estan totalment desproveïdes d'empatia, però aquesta empatia es basa en un procés cognitiu conscient i associacions lògiques que poc tenen en compte l'acceptabilitat social, en comptes de processos automàtics i socials com ara en persones no-autistes. La presència d'alexitímia, una falta de neurones mirall, un cervell «hipermasculí», una particularitat de l'amígdala, o un desequilibri entre una empatia afectiva poc freqüent i una cognició reduïda es citen com a possibles causes. Les persones autistes també mostren poca motivació en situacions socials i poden tenir una empatia no centrada en l'ésser humà, més aviat orientada cap a objectes i animals.
Les persones autistes d'alt funcionament poden sentir una major angoixa personal en presència d'algú que pateix. Les persones amb TEA senten emocions i tenen accés al sentit moral, a diferència de les anomenades personalitats psicòpates. La seva particular empatia, amb un sentit social feble és l'origen de molts problemes d'interacció en la societat. La capacitació en habilitats socials permet a les persones amb autisme compensar les seves dificultats d'empatia, de vegades fins al punt de fer-les invisibles per a persones que l'envolten quan són adults, però a costa d'un esforç d'atenció que causa fatiga.

## Definició i descripció
Segons la definició del Dr. Peter Vermeulen, l'empatia és «la capacitat de veure el món a través dels ulls d'una altra persona». Inclou elements cognitius i elements afectius. Els elements cognitius són necessaris per a la comprensió des de la perspectiva dels altres. L'empatia afectiva es descriu com l'experiència d'una emoció relacionada amb la percepció d'un element emocional.
Són necessaris tres requisits previs per al funcionament de l'empatia: 
- reconèixer (visualment) l'expressió dels sentiments dels altres,
- comprendre la visió o el punt de vista dels altres (empatia cognitiva o teoria de la ment),
- reaccionar adequadament a emocions, experimentant la mateixa emoció (empatia emocional).

D'aquesta manera, els investigadors distingeixen diversos tipus d'empatia segons els processos implicats: «empatia cognitiva», «empatia emocional», «empatia somàtica».

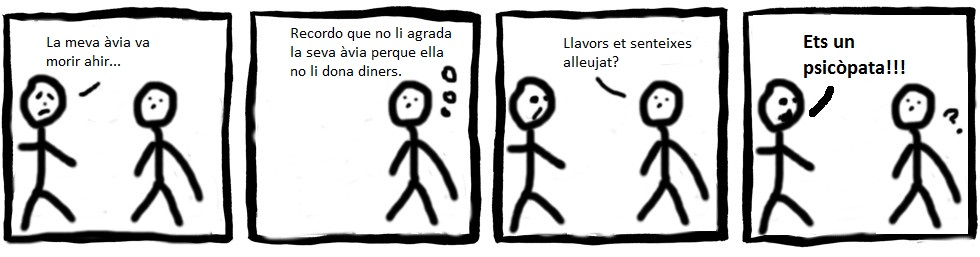
Exemple de possible malentès entre una persona amb Asperger amb algú que no ho és, a causa de la intel·lectualització de les emocions

Les persones autistes tenen moltes peculiaritats emocionals que afecten les seves relacions socials. Les alteracions qualitatives en les relacions socials són un dels problemes centrals de l'autisme, tal com va assenyalar el psicopatòleg britànic R. Peter Hobson (1993). Mostrar empatia és necessària per a unes bones relacions socials. Diversos investigadors han descrit l'autisme com un «desordre de l'empatia» i de la reciprocitat social, especialment en el cas de l'autisme infantil, i encara que hi ha altres aspectes. En general, les persones amb autisme es descriuen com «difícilment empàtiques». Troben dificultats tant en el reconeixement de les emocions dels altres com en la comunicació pròpia, ja siguin verbals o no verbals. És molt difícil que identifiquin les seves pròpies emocions (especialment quan són complexes, orgulloses, vergonyoses ...) i de reconèixer les emocions dels altres observant les seves cares. Les proves d'empatia del Quocient de l'espectre autista són un dels mètodes d'avaluació utilitzats per diagnosticar l'autisme.
L'empatia cognitiva es connecta amb la teoria de la ment, termes usats sovint indistintament, però a causa de la manca d'estudis que comparen els diferents tipus d'empatia en persones autistes, no és clar si aquests dos termes són els seus equivalents.
En general, roman estesa la idea que les persones amb autisme no tenen empatia. El psicòleg britànic Tony Attwood l'ha matisat, especialment pel que fa a la forma d'autisme coneguda com la síndrome d'Asperger:
| «                                                   | És important entendre que la persona amb Asperger té unes aptituds i una empatia immadura o reduïda, però no una manca d'empatia. Implicar una absència d'empatia seria un terrible insult a les persones amb 'Asperger, amb el corol·lari que no coneixen ni es preocupen pels sentiments dels altres. No són capaços de reconèixer els senyals subtils dels estats emocionals, ni de «llegir» estats d'ànim complexos. | » |
| — Tony Attwood, Síndrome d'Asperger, guia completa. | |   |

De la mateixa manera, en el seu llibre The Enigma of Autism (L'enigma de l'autisme), la psicòloga britànica Uta Frith diu que la majoria dels autistes tenen reaccions autònomes d'empatia i «saben no mostar-se indiferents al dolor experimentat per altres». Les persones amb autisme no sempre tenen una mesura precisa de la seva capacitat d'empatia en proves de laboratori; el seu rendiment en condicions de laboratori sol ser més gran que el seu acompliment en condicions reals.
Segons el psicoanalista francès Jacques Hochmann, un altre problema rau en la diversitat de persones que es descriuen com autistes; segons ell, referent a les persones amb trastorns de l'espectre autista (TEA), alguns són «profundament deficient en termes d'habilitats intel·lectuals», i altres «superiorment intel·ligents». La majoria de les investigacions sobre empatia s'han dut a terme amb persones «sense dèficit intel·lectual associat».
La «manca d'empatia» es descriu en persones que no són autistes; aquest és també el cas de les anomenades personalitats narcisistes i psicopàtiques (o «antisocials»), però la naturalesa i els motius d'aquesta mancança semblen diferents.
La psiquiatra britànica Lorna Wing creu que les persones amb dificultats d'empatia i sensibilitat social formen un grup que és difícil de separar, algunes es consideren discapacitades, altres no.

### La naturalesa de l'empatia autista
Diversos experts han citat exemples d'empatia en persones amb autisme. Peter Vermeulen cita el cas d'una nena autista verbal de 12 anys, que, veient un dels seus amics plorant, li diu al seu professor que fa un «soroll divertit»; òbviament no era capaç d'entendre per què plorava. També cita comportaments compassius per part de les persones amb autisme, ja que són capaços d'entendre què és l'altra persona a través de la seva experiència personal. Uta Frith cita a un periodista autista que va informar que una comunitat patia fam, i va tenir empatia perquè ell mateix va patir fam en el passat.

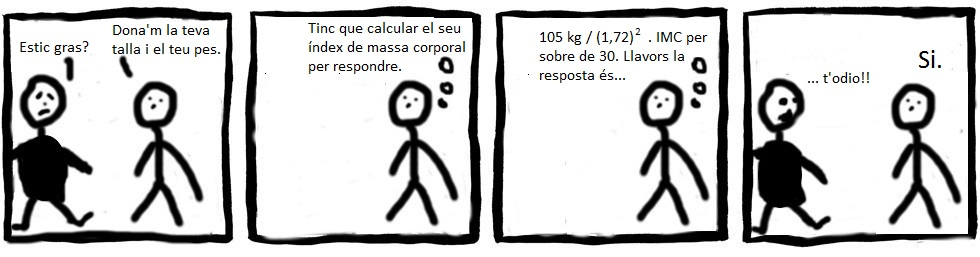
Exemple de manca de teoria de la ment (empatia) quan l'Asperger respon a una pregunta que implica emocions

No obstant això, els investigadors es qüestionen sobre les diferències entre l'empatia de les persones amb autisme i la de persones no-autistes. La diferent empatia de les persones amb autisme probablement no es deriva del desig conscient d'ignorar les emocions dels altres, sinó que es pot descriure per un conjunt de peculiaritats en el processament automàtic de la informació:
- la dificultat per reconèixer emocions i reaccions apropiades a cadascuna d'entre elles,
- diferents prioritats de la informació (la informació social no es percep en general, o es percep com a menys important que altres),[23]
- processament més lent d'aquestes mateixes informacions.[24]

Segons Vermeulen, l'existència de comportaments en nens autistes per consolar voluntàriament o molestar als altres (de vegades a partir dels dos anys), demostra l'existència primerenca d'una forma d'empatia. Situada en una situació que requereix empatia, una persona autista donarà en general una resposta no-social, basada en la lògica i sobre la certesa, sense avaluar la possible vergonya que pot provocar. Per exemple, podrà parlar de temes sensibles (com la mort) o ser «massa honest» i perdre les regles socials de cortesia en el seu discurs fent una observació sobre el físic d'una altra persona. Les dificultats empàtiques dels autistes semblen situar-los la determinació del que és socialment acceptable, amb poca atenció dirigida als sentiments, reaccions i punts de vista dels altres. Aquesta peculiaritat afecta l'ús del llenguatge.
Peter Vermeulen conclou que les manifestacions d'empatia més visibles per part de les persones autistes es basen en l'egocentrisme; han d'haver experimentat la situació emocional de l'altra persona (o s'han documentat a través de llibres o televisió), però no poden expressar una empatia espontània per a una persona que viu una situació emocional desconeguda per ells. La majoria de les conductes de persones autistes considerades no-empàtiques i socialment inacceptables, fins i tot repetides, mai (o excepcionalment) sorgeixen d'una voluntat d'enuig, de fer patir o manipular a l'altre, sinó més aviat de l'absència d'anticipació de l'impacte d'aquest comportament sobre l'altre.

### La contribució del sentit moral

#### El context psiquiàtric

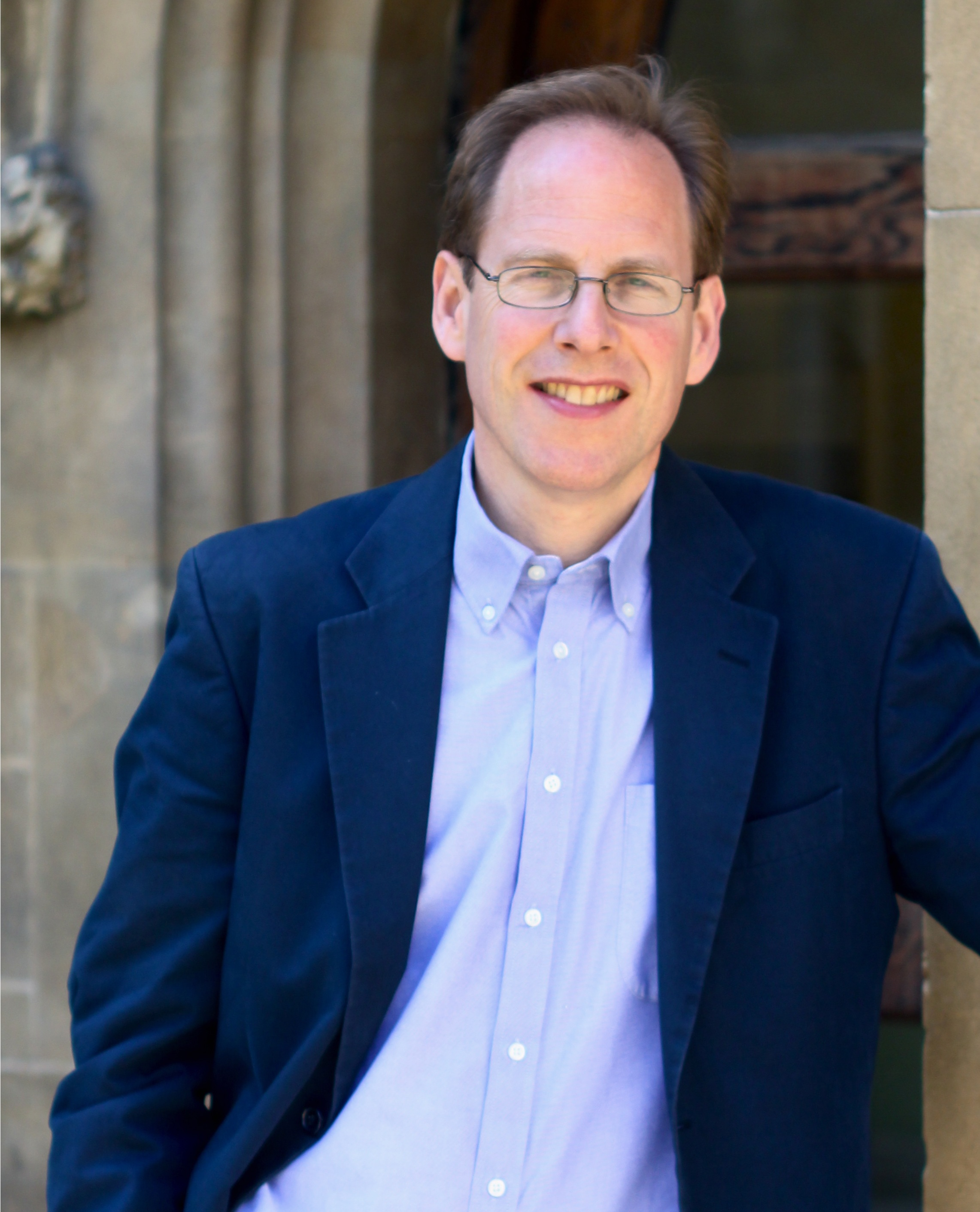
Segons Simon Baron-Cohen (i altres investigadors), l'empatia dels autistes difereix de la dels psicòpates

El sector de la psiquiatria forense (que tracta els crims i delictes) s'ocupa de l'autisme, fet que ha generat una confusió i una mala interpretació en l'opinió pública entre «autisme» i «psicopatia», o entre «trastorn antisocial de la personalitat» i «sociopatia». A causa de la suposada manca d'empatia, les persones amb autisme eren ràpidament sospitoses de ser moralment falses, igual que els psicòpates.
L'associació entre l'autisme i la psicopatia és refutada per molts investigadors i persones amb autisme. Citant diversos estudis, Peter Vermeulen creu que, a diferència dels psicòpates, les persones amb autisme es preocupen per les emocions dels altres, són sensibles a la mort i respecten les normes morals. Si ambdós semblen no tenir empatia, els motius no són els mateixos; la persona psicòpata és insensible a les emocions dels altres, mentre que la persona autista ignora les regles socials i és maldestre. De la mateixa manera, Uta Frith cita els estudis de James Blair comparant les reaccions dels psicòpates amb els autistes; a diferència dels nens autistes, els nens psicòpates són més capaços que la mitjana del seu grup d'edat d'atribuir estats mentals als altres. Conclou que l'autisme i la psicopatia constitueixen «dos trastorns diferents».
Simon Baron-Cohen també està interessat a distingir les peculiaritats d'empatia pròpies de l'autisme de les que són pròpies de la psicopatia. En el seu llibre Zero Degrees of Empathy: A new theory of human cruelty (Graus zero d'empatia: Una nova teoria de la crueltat humana), distingeix el «zero negatiu» (proper a les personalitats psicòpates desproveïdes de sentit moral) del «zero positiu» (proper a les persones amb TEA). Segons ell, el zero positiu es distingeix per una reduïda empatia, però una capacitat superior per reconèixer patrons recurrents o sistematitzar, permetent l'accés al sentit moral.

#### Diferències de mobilització i expressió
Segons la filòsofa Sarah Arnaud, les persones amb autisme estan generalment proveïdes de qualitats morals, «aquestes característiques (en el funcionament de l'empatia) no impedeixen en cap cas ser part de la comunitat moral. Les persones autistes poden ser agents morals estrictes, és a dir que tenen alguna intransigència moral i falta de flexibilitat». Va afegir que aquestes qualitats morals estan basades en «l'ús excessiu de raonament cognitiu deliberat i basat en regles en lloc de processos automàtics». Ella cita a Temple Grandin, que «ha construït voluntàriament i amb interès una moralitat aplicable a la vida social», a través d'un sistema d'aplicació de regles de conducta. Moltes persones autistes mostren un profund sentiment de justícia i igualtat, tot i que el seu sentit moral no es basa en les informacions emocionals. Això explica les regles socials sovint inflexibles que segueixen moltes persones autistes. Uta Frith cita l'exemple del filantrop John Howard, reformador de les presons angleses diagnosticat de manera retrospectiva amb síndrome d'Asperger, que veient una noia tractada injustament, va acudir a la seva ajuda i va ser durament castigada. Segons la psiquiatra i psicoterapeuta britànica Digby Tantam, les persones amb autisme sovint són idealistes i estan molt preocupats pels actes de crueltat comeses a tot el món; no és estrany que es posin a plorar quan prenen coneixement de les històries de persones o animals maltractats. No obstant això, la seva tendència a «seguir les regles» pot fer que es mostrin cruels per no obeir-les.
La teoria de la ment influeix directament en la pròpia consciència. Segons Uta Frith i F. Happe, és possible que les persones diagnosticades amb la síndrome d'Asperger tinguin una consciència d'elles mateixes diferent de les persones no-autistes perquè utilitzen la intel·ligència i l'experiència en comptes de intuïció. Naturalment, seria més propera a la d'un filòsof. Tony Attwood s'adhereix a aquesta visió, i cita com a exemples autobiografies les qualitats de les quals són, segons ell, «gairebé filosòfiques». Un estudi realitzat per Simon Baron-Cohen suggereix que les diferències d'empatia influeixen sobre la conscieència d'un mateix, ja que els dos dominis estan relacionats.

## Història

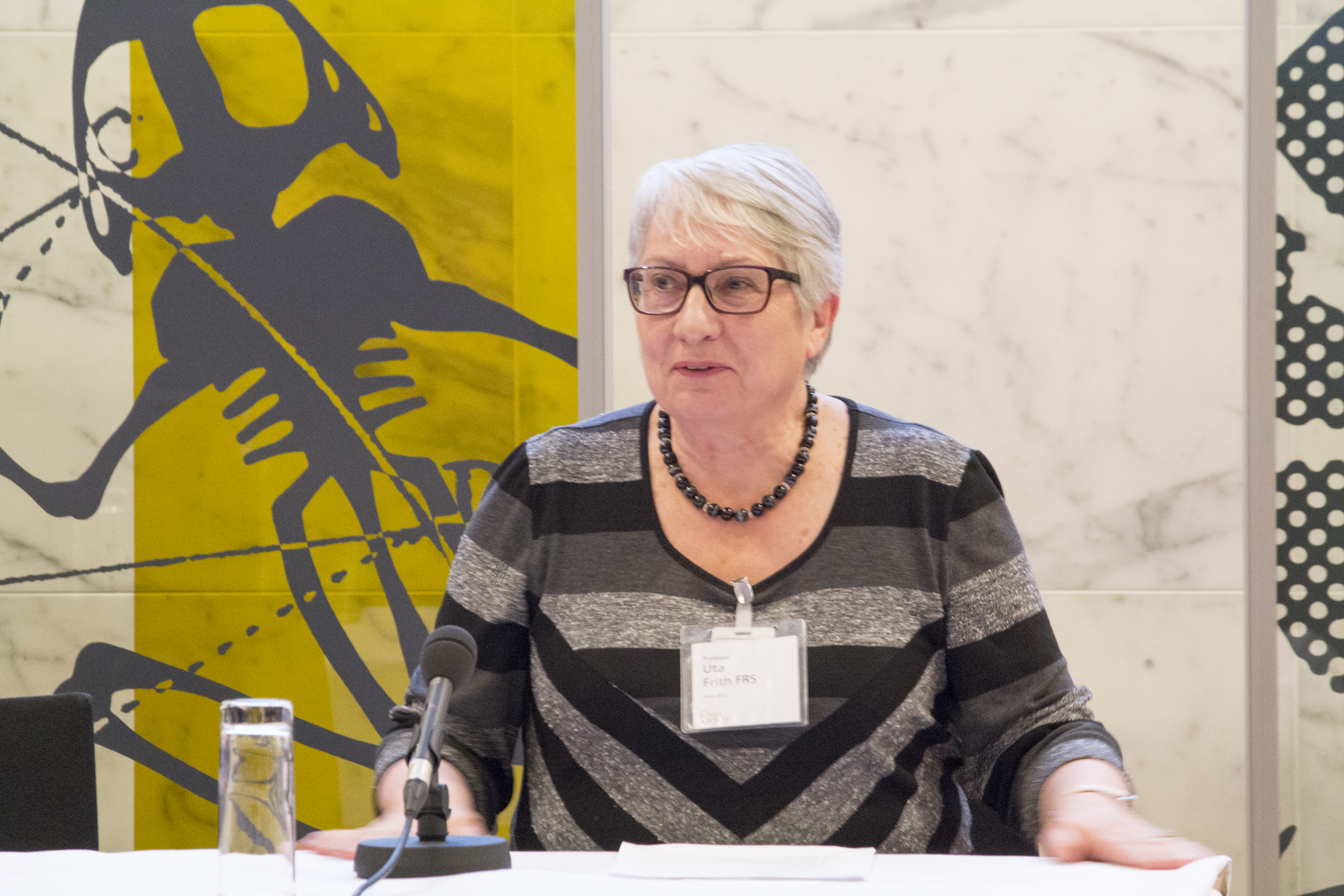
Uta Frith, investigadora britànica, és una de les primeres investigadores sobre l'empatia dels autistes

En la seva primera descripció que va fer de la síndrome d'Asperger el 1943, Hans Asperger assenyala que els nens que estudia «manquen d'empatia».
Leo Kanner, el descobridor de l'autisme infantil, suposa inicialment que els nens autistes eren privats d'empatia perquè ells mateixos no la van rebre dels seus pares, especialment de la seva mare (vegeu Teoria de la mare frigorífic). Aquesta hipòtesi, que va abandonar al final de la seva vida, va ser represa, ensenyada als psicòlegs professionals i publicada internacionalment per Bruno Bettelheim en el seu llibre La fortalesa buida (1967); molts psicoanalistes la van adoptar, sobretot a França, abans d'abandonar-la.
És possible que, històricament, les persones amb autisme hagin sigut objecte d'estudis sobre l'empatia sense el benefici d'un diagnòstic adequat; Eva Ssuchareva (1926) i després Wolff i Chess (1964) van estudiar nens que creien que patien d'un trastorn esquizoide de la personalitat (TEP), però la descripció que proporcionen del seu comportament i empatia és molt més propera a allò que es descriu més endavant com la síndrome d'Asperger.
En la seva monografia (1993), el psicòleg britànic R. Peter Hobson compara l'empatia d'una persona autista amb la d'un ximpanzé.
El 1985, tres investigadors britànics, Simon Baron-Cohen, Alan M. Leslie i Uta Frith van iniciar debat científic sobre l'empatia de les persones amb autisme, que van publicar a l'article Does the autistic child have a «therory of mind»? (Els nens autistes tenen una «teoria de la ment»?). La conclusió extreta dels primers experiments és l'existència d'un dèficit específic i permanent d'empatia, independent del nivell intel·lectual. Els autors afirmen en aquest article que «[els seus] resultats reforcen fortament la hipòtesi que els nens autistes a nivell de grup no fan servir la teoria de la ment». Simon Baron-Cohen utilitza el terme «mindblindness» (ceguesa mental). La publicació d'aquest article és d'interès per a aquest camp de recerca, i va ser seguida per moltes altres publicacions. Aquesta teoria segueix sent una de les més conegudes avui, en relació amb les peculiaritats de l'empatia dins de l'autisme.
El 1992, es va fer un estudi de 18 nens autistes «sense discapacitat intel·lectual» en comparació amb un grup de nens no-autistes. Es fan preguntes sobre els sentiments de les emocions per part del nen, la interpretació de l'emoció de l'altre, i els motius del sentiment. Els nens autistes puntuen menys en els tres tipus de preguntes. A més, presenten una expressió de concentració a la cara i prenen més temps que no-autistes per respondre a aquestes preguntes. Aquestes observacions tendeixen a demostrar que la resposta requereix un temps d'anàlisi o càlcul. El grup d'investigadors també compara el rendiment dels nens amb autisme en aquesta prova amb el seu coeficient intel·lectual; els nens amb un coeficient intel·lectual molt alt mostren de mitjana millors respostes que els que tenen un coeficient intel·lectual molt baix. Aquesta diferència no existeix en persones no-autistes perquè el seu grau d'empatia no està relacionat amb el coeficient intel·lectual.
L'any 2004, la investigadora britànica Uta Frith va revisar el cas específic de la forma d'autisme coneguda com la síndrome d'Asperger; «dades experimentals suggereixen que les persones amb síndrome d'Asperger poden mancar d'una teoria intuïtiva de la ment (mentalización), però poden ser capaços d'adquirir una teoria explícita de la ment». La síndrome d'Asperger es considera llavors una forma diferent d'autisme. Quan es va publicar el 2013, el DSM-5 combina l'antic diagnòstic de la síndrome d'Asperger amb altres trastorns de l'espectre autista (TEA), i cita entre els criteris diagnòstics d'aquests TEA un dèficit de «reciprocitat socioemocional».
En els últims anys, la majoria dels estudis s'han centrat en la «teoria de l'esperit» / «empatia cognitiva» en nens i adolescents amb autisme. Hi ha pocs estudis sobre el comportament de les persones amb autisme en resposta a les emocions dels altres, i cap per determinar si els nens amb autisme són sensibles al fenomen del contagi emocional (riure si hi ha altres persones a la mateixa habitació que riuen, per exemple).

## Causes i teories
S'han explorat diverses causes neurològiques i psicològiques que poden explicar l'empatia dels autistes, implicant la teoria de la ment, l'alexitímia, les neurones mirall, l'amígdala, la teoria de l'empatització-sistematització, la psicoanàlisi i l'antropocentrisme. Es suggereix que les persones amb autisme «sense discapacitat intel·lectual» poden adquirir la teoria de la ment, i tenen una major empatia que les persones no-autistes. Encara que un «dèficit» de la cognició social pot ser la causa de part dels trastorns relacionats amb l'autisme, probablement no n'hi ha prou per explicar totes les característiques que experimenten les persones amb trastorns de l'espectre autista. A més, les reaccions empàtiques de les persones autistes depenen fortament del seu propi temperament. A causa d'un diagnòstic de tres a quatre vegades més freqüent en nens que en nenes, alguns investigadors han assumit que els nens són més propensos a desenvolupar autisme que les nenes «perquè el seu cervell està naturalment desproveït d'alguns circuits necessaris per a l'empatia». Digby Tantam creu que les persones amb autisme no experimenten el contagi emocional, perquè es desenvolupa a través de la capacitat d'imitació del llenguatge no verbal, així com les expressions facials. Això no significa necessàriament una manca d'empatia cognitiva per part seva. Pot ser una manca de consciència de la percepció de l'emoció a causa de la concentració necessària per entendre les paraules dels altres i la formulació d'una resposta. Afegeix que les persones amb autisme poden tenir dificultats amb l'empatia emocional, ja que no solen mirar als ulls i la cara de la seva interlocutors, una hipòtesi també proposada pel psiquiatre i Danielle Bons i el seu equip.

### Teoria de la ment, empatia cognitiva i empatia emocional
La hipòtesi de la teoria de la ment, també coneguda com la «hipòtesi de la cognició social», diu que els trastorns de l'espectre autista provenen principalment d'una absència o manca de teoria de la ment. Una multitud d'estudis han suggerit que les persones autistes tenen una discapacitat en aquesta capacitat d'entendre les perspectives i les intencions dels altres. La teoria de la ment es basa en estructures del lòbul temporal i del còrtex prefrontal. L'empatia (la capacitat de compartir els sentiments dels altres), es basa en la sensibilitat cortical i en les estructures límbiques i paralímbiques. Simon Baron-Cohen suggereix que les persones amb autisme clàssic sovint no tenen empatia cognitiva ni afectiva. No obstant això, segons el psicòleg holandès Anke M. Scheeren, els resultats d'aquestes proves sovint es correlacionen amb la presència o absència de llenguatge. Això no ens permet concloure que els autistes no-verbals els manca una teoria de la ment, sinó que tendeix a demostrar que la manca d'accés al llenguatge modifica el seu raonament mental, suggerint una relació entre l'empatia i el domini del llenguatge.

#### El cas d'autisme sense discapacitat intel·lectual
La manca de distincions clares entre la teoria de la ment i l'empatia pot haver donat lloc a una comprensió incompleta de les habilitats empàtiques de les persones autistes, especialment aquells diagnosticats amb la síndrome d'Asperger. Molts informes sobre els «dèficits» empàtics de les persones diagnosticades amb la síndrome d'Asperger es basen en el supòsit d'una deficiència en la teoria de la ment.
Peter Vermeulen creu que «les persones autistes, principalment les més intel·ligents, no pateixen d'un dèficit en teoria de la ment, sinó d'una intuïció de la ment». Afegeix que «al contrari, donat els esforços que les persones amb autisme realitzen per comprendre el món interior dels altres, fins i tot es podria dir que són els únics amb una teoria de la ment». Una cinquena part dels nens autistes de 4 i 5 anys passen la prova de Sally i Anne. Anke M. Scheeren també s'oposa a la teoria d'un dèficit permanent en la teoria de la ment, basada en estudis de nens i adolescents «sense discapacitat intel·lectual». Els adolescents funcionen millor que els nens, probablement per compensar les seves dificultats, fins que adquireixin un «raonament mental avançat». Ell postula que l'experiència i l'aprenentatge permeten que les persones amb autisme adquireixin la teoria de la ment; algunes d'elles inclouen estats emocionals que utilitzen nocions avançades com el sarcasme i el doble sentit. La investigació també suggereix que les persones diagnosticades amb la síndrome d'Asperger poden tenir problemes per comprendre les perspectives dels altres, però que, de mitjana, mostren major empatia i angoixa personal que els grups de control.

#### Desequilibri entre l'empatia cognitiva i l'empatia emocional
La teoria d'un desequilibri important entre l'empatia emocional i l'empatia cognitiva va ser proposada pel psicòleg escocès Adam Smith el 2009, que planteja la hipòtesi d'una sobreeficiència de l'empatia afectiva en les persones amb autisme, en comparació amb a l'empatia cognitiva. Això podria provocar una sobrecàrrega emocional i, per tant, dificultats en les relacions amb els altres. Aquesta teoria s'oposa a la del «cervell hipermasculí». L'assagista i activista Ralph James Savarese s'adhereix a això.
En suport d'aquesta teoria, els estudis d'auto-avaluació mostren que els individus amb TEA tindrien en general una empatia inferior, no mostren alguna o poca resposta consoladora a algú que pateix, sinó que té nivells iguals o superiors d'aflicció personal en comparació amb la gent no-autista. La combinació d'una disminució de l'empatia i l'augment de l'afecció personal pot conduir a la reducció general de l'empatia observada a les persones amb TEA en aquests estudis. Molts testimonis de persones amb autisme són en el sentit d'una forta empatia emocional. Per exemple, Jim Sinclair va declarar sentir-se impotent i molt avergonyit davant l'angoixa d'una persona que sofreix. Els autistes amb sinestèsia poden tenir una percepció exacerbada de certes formes, textures, colors i certes paraules o nombres, també en el sentit d'una forma d'empatia emocional cap als animals, conceptes o objectes.
S'ha suggerit que, generalment, l'augment de l'angoixa personal entre persones amb trastorns de l'espectre autista és una explicació de l'afirmació que almenys alguns semblen haver augmentat l'empatia emocional. En un estudi de grup de control de 38 persones diagnosticades amb síndrome d'Asperger, els individus Asperger van obtenir mals resultats en l'empatia cognitiva, però es trobaven en la mitjana en l'empatia emocional. El problema de l'empatia afectaria més específicament el reconeixement d'emocions positives.

### Alexitímia
L'any 2004, un estudi de persones «autistes d'alt funcionament» mostrava una alta prevalença d'alexitímia, una construcció de personalitat caracteritzada per la impossibilitat de reconèixer i expressar clarament les pròpies emocions. Segons dos estudis d'imatgeria de ressonància magnètica funcional, l'alexitimia és responsable de la manca d'empatia en persones amb TEA. La manca d'harmonització empàtica inherent als estats alexitímics pot reduir la qualitat i la satisfacció de les relacions. Un estudi neurològic va suggerir el 2010 que els dèficits d'empatia associats a l'espectre d'autisme poden deure's a una comorbiditat (trastorns relacionats entre ells freqüentment associats amb l'autisme) significatius entre l'alexitímia i l'espectre autista, en comptes de sigui el resultat d'una deficiència social permanent.

### Empatització-sistematització i cervell d'hipermasculí
La teoria de l'empatització-sistematització (E-S) de Simon Baron-Cohen proposa classificar a les persones en funció de les seves habilitats en dues dimensions independents, l'empatització (E) i la sistematització (S). Aquestes capacitats es poden deduir per les proves que mesuren el quocient d'empatització (EQ) i el quocient de sistematització (QS). Sobre la base d'aquests resultats, es poden observar cinc tipus diferents de cervells en la població, que han de correlacionar-se amb diferències en el nivell neuronal. En la teoria d'E-S, l'autisme està associat amb una empatia per sota de la mitjana i amb una sistematització mitjana o superior a la mitjana. La investigació realitzada per Simon Baron-Cohen també tendeixen a mostrar que els homes autistes generalment tenen puntuacions més baixes d'empatia que les dones autistes. La teoria E-S s'inclou dins de la «teoria del cervell hipermasculí», que suggereix que les persones amb TEA són més propensos a tenir un tipus de cervell hipermasculí, que correspon a una sistematització superior a la mitjana, però una empatia reduïda.
Aquesta teoria del cervell hipermasculí suggereix que les persones amb TEA estan més especialitzades en la sistematització (S) que en l'empatització (E). Els autistes haurien rebut una gran quantitat de testosterona a l'úter, la qual cosa també explicaria la major prevalença d'autisme en els homes. Alguns aspectes de la neuroanatomia dels autistes semblen correspondre a un perfil masculí extrem, que pot estar influenciat per alts nivells de testosterona fetal en comptes pel mateix sexe. Un altre estudi d'exploracions cerebrals de 120 homes i dones va suggerir que homes i dones amb autisme tenien cervells diferents. Les dones autistes tenen un cervell que sembla estar més proper a aquells d'homes no-autistes que el de les dones, però el mateix tipus de diferència no s'ha observat en homes autistes.
La teoria del cervell hipermasculí no és suficient per explicar totes les peculiaritats de l'autisme. Els resultats de la recerca de Simon Baron-Cohen han estat objecte de diverses crítiques. Els nens autistes amb nivells inferiors de testosterona intrauterina no eren menys autistes que els altres. Pel que fa als homes autistes en general, no presenten un comportament « hipermasculí» (agressivitat, ús de la força ...). Peter Vermeulen no està d'acord amb l'oposició entre l'empatia i la sistematització proposada per Simon Baron-Cohen. Ell creu que la sistematització forma part del procés d'empatia i que, en general, el funcionament emocional i cognitiu humà no es pot avaluar a través d'algorismes.

### Particularitats del cervell
La neurociència busca determinar si l'empatia autista podria derivar d'una peculiaritat en l'estructura del cervell. El 2010, un estudi de 15 adolescents va suggerir que l'activació de la circumvolució fusiforme era menor.

#### Les neurones mirall
El sistema de neurones mirall és essencial per a l'empatia emocional. L'any 2005, un estudi va mostrar que, en comparació amb el desenvolupament general dels nens, els nens amb autisme d'alt funcionament mostraven una reducció en l'activitat de les neurones mirall de la circumvolució frontal inferior del cervell (pars opercularis) durant les tasques d'imitació i observació d'expressions emocionals. L'electroencefalograma revelava un ritme mu molt reduït en l'escorça sensorial de persones autistes. L'activitat en aquesta àrea és inversament proporcional als símptomes del domini social, la qual cosa suggereix que una xarxa de neurones mirall disfuncional pot estar subjacent als problemes socials i de comunicació que es veuen en l'autisme, i inclou l'alteració de la teoria de la ment i de l'empatia.
Aquests resultats són controvertits. Nicolas Georgieff considera que la majoria de les dades (poc freqüents) donades experimentalment disponibles no mostren alteració del sistema de neurones mirall en persones autistes. A més, altres regions cerebrals estan implicades en la gestió de l'empatia, una fallada de les neurones mirall no és suficient per explicar l'empatia dels autistes.

#### L'amígdala

Vista en 3D de l'amígdala (en vermell)

L'amígdala i l'escorça cerebral participen en el reconeixement d'emocions i en l'activació de respostes emocionals als estímuls. Diversos estudis han posat la hipòtesi que una disfunció de l'amígdala pot causar dificultats per reconèixer les emocions d'altres. Però les persones amb autisme no presenten lesions òbvies del sistema límbic. A més, probablement l'amígdala no es hiperactiva en situacions d'ansietat com es suposava; si hi ha una relació entre la motivació social de les persones autistes i l'amígdala, aquesta particularitat no és suficient per explicar-la.

### Disminució de la motivació social
La teoria de la disminució de la motivació social, procedent del camp de la psicologia social, recentment (2012) és de gran interès. S'oposa als estudis que veuen l'empatia autista com a falta o absència de la teoria de la ment, ja que no postula l'empatia disfuncional, sinó una disminució de la motivació de les persones autistes per a situacions d'interacció social. Aquestes interaccions no proporcionen emocions significatives i placenteres per als autistes (especialment en absència de competència lingüística), a diferència de les persones no-autistes. Un estudi amb qüestionaris de 23 adolescents tendeix a demostrar que com més es considera la forma d'autisme «sever», més disminueix la motivació social. Aquests estudis també demostren que les persones amb autisme tendeixen a no preocupar-se de què pensen els altres d'ells. Aquesta teoria explica les diferències en el rendiment dels autistes quan es mesura l'empatia en condicions de laboratori, en comparació amb el que s'observa en la seva vida quotidiana.

### Teories psicoanalítiques
La psicoanalista francesa Graciela C. Crespin creu que el concepte d'empatia és central en el TEA. Segons el psiquiatre i psicoanalista infantil Jean-Noël Trouvé, tot i que la teoria de la mare frigorífic està totalment desacreditada per molts treballs (inclosos els dels psicoanalistes), continua causant estralls en «alguns nuclis durs de la psicopatologia».
Segons la psicoanalista Marie Christine Laznik, junt amb Frances Tustin i Geneviève Haag, ha sospitat que els autistes poden tenir «hipersensibilitat emocional». Ella observa que no només els nadons autistes «poden tenir factors d'hipersensibilitat que els condueixen a tancar la relació amb l'adult tan aviat com sorgeixin pensaments inquietants en la ment d'aquest últim, de vegades sense el seu coneixement», sinó també «els nens autistes no són capaços d'empatitzar amb els seus companys fins al punt de fer difícil la seva vida social», una aparent paradoxa que explica amb la teoria d'Adam Smith, per un excés d'empatia emocional, fins al punt que aquesta última es convertiria en discapacitant.
La hipòtesi de Jean-Noël Touvé, «és que els autistes tenen dificultats, fins i tot renuncien a construir consciència de si mateix basat en la dialèctica del reconeixement per part de l'altra. A les recessions més greus, aquesta demanda de reconeixement està pràcticament absenta, la persona autista sembla principalment preocupada a mantenir un sentit de si mateix que roman incert per a ell, i fins i tot a la seva defensa contra els intents de reconeixement mutu proposat per l'entorn». S'estableix que en els casos de síndrome d'Asperger, «la sol·licitud de reconeixement està ben establerta, però té un caràcter de confrontació, fora de lloc, especialment per la manca de reconeixement dels signes del desig de l'altre». Es creu que les persones amb autisme són sensibles als sentiments i les intencions dels altres, però que les «capacitats funcionals i estructurals per expressar-les» creen una «bretxa terrible» i un malentès entre ells i la gent no-autista.

### Empatia no-antropocèntrica
Una particularitat de les persones autistes és la seva preferència precoç per l'observació d'objectes, animals (i el contacte amb ells) o d'estrelles, en relació amb el contacte humà i l'observació facial. Un estudi comparatiu entre 87 persones autistes i 263 no-autistes mostra que la personificació dels objectes és freqüent entre els autistes, i que aquestes experiències són experimentades per ells com a calmants. Amb el pas del temps, l'absència de contacte humà pot conduir a allò que comunament es defineix com «dificultats d'empatia». Peter Vermeulen recorda que persones autistes d'alt funcionament solen gastar molt de temps en els seus interessos i poc en la seva família, parella o amics. Les seves dificultats sorgeixen en situacions on altres esperen expressions d'empatia, suport emocional i espontaneïtat. L'evidència de l'interès de les persones autistes en animals, objectes i conceptes, als quals poden expressar empatia, està en consonància amb el pensament animista o «pan-psíquic» propi dels nens molt petits, és a dir, una tendència a considerar que els animals i els objectes tenen una «ànima» o un «esperit». En nens no-autistes, aquest pensament animista desapareix amb el temps, a favor d'un interès centrat en les relacions humanes.
Ralph James Savarese subratlla que l'empatia autista no es podria centrar en l'ésser humà, sinó que s'estén a tots els éssers vius i objectes, com ho demostren, entre d'altres, els testimonis de Temple Grandin en el seu llibre Animals in Translation: Using the Mysteries of Autism to Decode Animal Behavior (Animals en la traducció: utilitzant els misteris de l'autisme per decodificar el comportament dels animals), i la compassió que sent pels animals, especialment pel bestiar. Les publicacions i assoliments de Temple Grandin han posat en relleu l'empatia que algunes persones autistes poden sentir pels animals i inverteixen la perspectiva; les persones amb autisme tenen dificultats per empatitzar amb els éssers humans, però moltes persones no-autistes semblen tenir dificultats amb la teoria de la ment vers als animals, que les persones autistes no tenen. Per Savarese, l'empatia autista seria «no-antropocèntrica».

## Testimonis de persones autistes

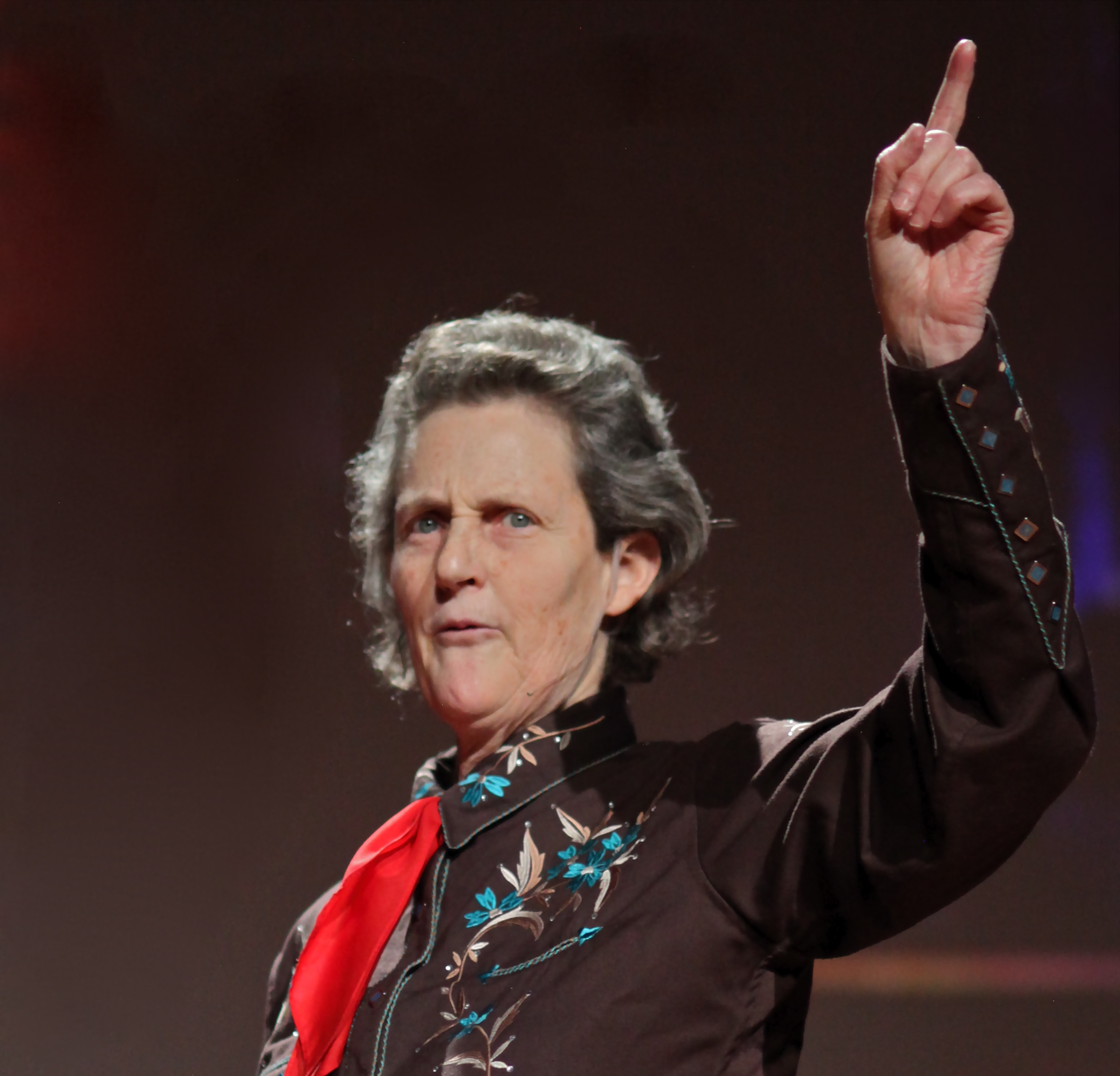
A través de les seves accions i textos, Temple Grandin mostra empatia pels animals

Les autobiografies i els testimonis de les persones amb autisme reflecteixen la preocupació pel dolor experimentat per altres persones i una certa «sobrecàrrega emocional» quan s'enfronten amb persones amb dolor, tot i que hi ha també testimonis de persones autistes dient que no senten empatia. El professor autista Stephen M. Shore cita molts testimonis que van en la direcció d'aquesta sobrecàrrega emocional:
| «                                                                                                  | Una idea errònia habitual és que les persones amb síndrome d'Asperger no senten les emocions o no tenen empatia per a altres persones. De fet, molts informen que senten «massa» emocions però que tenen dificultats per reconèixer la naturalesa d'aquestes emocions i expressar-les de tal manera que puguin fer-les comprensibles per a persones no-autistes. | » |
| — Stephen M. Shore (trad. Josef Schovanec i Caroline Glorion), Comprendre l'autisme pour les nuls. | |   |

Com també explica Temple Grandin, experimentar «massa» empatia emocional pot ser un desavantatge per a la persona autista que se sent aclaparada per una allau de sensacions, que li produeix una sensació de caos. Simon Baron-Cohen assenyala la possibilitat que els autistes experimentin un real i profund sentiment d'amor, citant com a exemple l'amor de Daniel Tammet pel nombre pi. El filòsof autista Josef Schovanec va escriure el 2015 De l'amour en Autistan (De l'amor a Autistan), un llibre inspirat en fets reals i biografies, que aborda la vida emocional interior de les persones amb autisme, destacant no només l'amor físic, sinó també de coneixements i de llibres. Temple Grandin descriu una veritable empatia cap al bestiar, dient que ella sent la seva calma i la seva por. Testimonis d'observadors de nens autistes informen que presenten una afecció molt forta a objectes, de manera que mostren empatia imaginant el patiment de l'objecte en qüestió. Una cosa que poques vegades es té en compte en els estudis de l'empatia autista, però freqüentment es esmentat en els testimonis, és la diferència en la percepció sensorial de les persones amb autisme, incloent la seva sensibilitat a certs colors, formes o llums. La sinestèsia consisteix en un enfocament radicalment diferent a les relacions amb els altres, ja que molts elements (animals, insectes, objectes, estrelles) porten sovint informació sensorial potent i agradable, mentre que les relacions humanes impliquen l'exposició a estímuls (sorolls, olors) incòmodes des del punt de vista de la persona autista, que pot buscar el silenci i l'absència de contactes humans. El 21 de juny de, 2016, una comèdia titulada Things Not to Say to an Autistic Person (Coses per no dir a una persona autista), transmès per la BBC cita entre aquestes qüestions de empatia. Tots els grups d'interès van respondre que sentien empatia i sobrecàrrega emocional.
Donna Williams descriu en la seva autobiografia una forma d'«empatia sensorial», com una percepció molt bona dels sentits, fins al punt de poder entrar en ressonància i posar-se en el lloc d'una altra persona. Ella creu que aquesta empatia sensorial pot ser molt forta en persones amb autisme, però sovint és molt feble o absent en persones no-autistes. Temple Grandin descriu un fenomen similar: per «empatitzar», es visualitza en el lloc de l'altra persona, per tal de conèixer les seves percepcions i problemes. També creu que les persones no-autistes manquen d'aquesta «empatia visual». Gunilla Gerland testifica que des d'una edat primerenca, podia «veure i sentir el terror dels altres», però també «empatitzar amb altres persones que han estat terroritzades, que se senten malament, que han estat insultades o assetjades», perquè que ella mateixa ha experimentat aquestes situacions. Altres testimonis apunten en aquesta direcció; moltes persones amb autisme diuen sentir les emocions de les persones que l'envolten i es veuen alterades per l'estat emocional negatiu dels que l'envolten. Hi ha proves de persones que tenen cura d'infants amb autisme que diuen que el seu propi estat emocional sembla influir en el comportament del nen perquè el nen automàticament adopta el mateix estat emocional que el cuidador.
Segons Ralph James Savarese, els textos de Tito Mukhopadhyay, un escriptor autista no-verbal amb sinestèsia, també contradiuen la creença comuna que totes les persones autistes, especialment les no-verbals, manquen d'empatia. Descriu colors, olors i insectes, entre d'altres, amb moltes emocions i una preocupació pel que poden sentir els éssers vius (especialment els no-humans).

## Compensació per les dificultats i percepció social de l'empatia autista

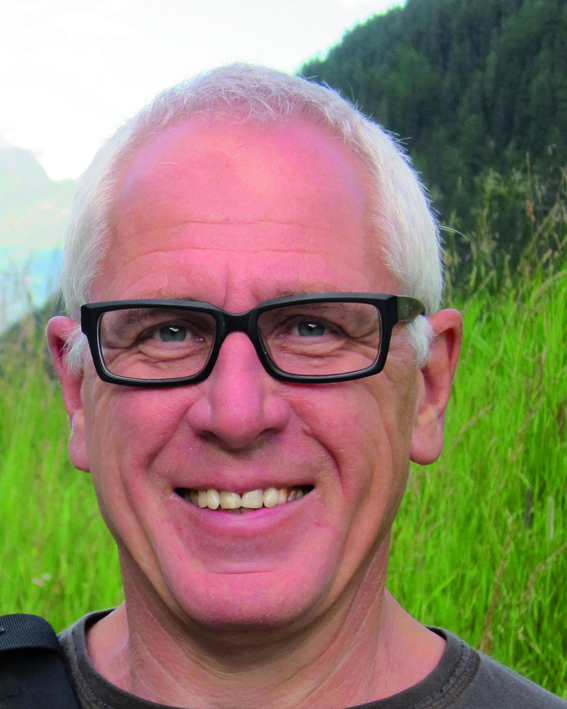
Peter Vermeulen, autor del llibre Autisme i emocions

Segons Peter Vermeulen, els autistes amb habilitats de concentració poden compensar les seves dificultats empàtiques fins al punt de fer-les invisibles per als altres. Tanmateix, això requereix aprendre, treballar, temps i bons consells. Insisteix en la dificultat de dur a terme aquesta tasca. Aquestes persones realitzen un treball intel·lectual permanent en cas de contactes socials, on les persones no-autistes no tenen cap esforç a fer en la mateixa situació. Hi ha entrenaments per desenvolupar habilitats socials, algunes de les quals, com el joc de les tres figures, són especialment adequades per al desenvolupament de l'empatia. Però no hi ha cap investigació empírica sobre els progressos realitzats en matèria d'empatia després d'aquests entrenaments, tot i que les experiències pràctiques tendeixen a demostrar l'eficàcia de l'aprenentatge amb històries socials. Un requisit previ és que la persona autista estigui en contacte amb l'altre, el que li permetrà treballar en la seva capacitat d'empatia; els autistes anomenats «deficients» en les seves habilitats socials i emocionals són generalment aquells que han estat completament privats de contactes social. L'absència d'estimulació sensorial primerenca pot conduir a majors dificultats d'empatia.
És possible que les persones autistes més intel·ligents desenvolupin una «empatia intel·lectual» a través de l'estudi de diverses maneres d'expressió (art, música, literatura) que els permetin entendre les emocions, però el procés es basa en la lògica i la racionalització d'aquestes emocions. Els autistes amb alta capacitat poden semblar molt empàtics, de manera que «s'aferren als escenaris que han experimentat», de vegades després d'haver memoritzat «biblioteques de situacions» que els permet deduir l'emoció de l'altre. La Dra. Temple Grandin, dona autista, diu en el seu llibre Pensar en imatges que «no és capaç de tenir més empatia que un animal». No obstant això, va adquirir experiència a través de contactes amb els altres, que li ha permès millorar significativament les seves capacitats socials. Memoritza autèntiques videoteques de situacions socials emocionals, cosa que li permet trobar la manera correcta de reaccionar a les emocions dels altres, mitjançant l'ús de combinacions de situacions i la seva lògica.
En general, la gent que està en contacte amb les persones autistes no són conscients de les seves dificultats per empatitzar i senten que actuen de manera voluntària amb egoisme, grolleria o indiferència. M'hammed Sajidi, president de l'associació francesa Vaincre l'autisme (Superant l'autisme), va dir que els autistes «no tenen empatia quan neixen». Peter Vermeulen es va sorprendre que la crítica de la «manca d'empatia» sovint es dirigeix a persones amb autisme, com si fos un component de la seva discapacitat. Això equival, segons ell, a retreure a un cec que ell no pot veure. Un nombre creixent de persones de la comunitat autista, militants de la neurodiversitat, qüestionen la forma que els neurotípics entenen el funcionament autista, i insisteixen sobre les dificultats que afronten a causa d'aquestes idees falses i una «manca de respecte per la seva diferència». Ralph James Savarese remarca la importància de definir adequadament l'empatia autista, en el sentit que no és un trastorn de vinculació o la manca de sentiments pels altres, sinó una dificultat per identificar els estats emocionals, incloent el que diuen.
L'associació entre l'autisme i la manca d'empatia sovint es troba en la literatura i en les produccions culturals. El curiós incident del gos a mitjanit, una novel·la de Mark Haddon, presenta un personatge principal que no té empatia cognitiva, en el sentit que no pot preocupar-se pel benestar o els sentiments d'altres persones.